# Ошейниковый ленивец
Ошейниковый ленивец (лат. Bradypus torquatus) — вид неполнозубых млекопитающих из семейства трёхпалых ленивцев. Распространён на Атлантическом побережье Бразилии в штатах Баия, Эспириту-Санту, Сержипи и Рио-де-Жанейро. В Красном списке МСОП отнесён к категории уязвимых видов. На затылке и плечах имеется чёрная перевязь.

## Распространение
Встречаются на участках прибрежных бразильских атлантических дождевых лесов на высоте до 1000 метров. Самая высокая концентрация особей (от 100 до 200) находится в Эспириту-Санту.

## Описание
Мех имеет зеленоватый оттенок из-за наличия в нём водорослей и растёт от задних ног к голове, что позволяет воде стекать в перевёрнутом положении. На лице и подбородке шерсть коричневая. От затылка до области плеч мех достигает длины около 15 сантиметров и напоминает гриву, у самцов она чёрного цвета.
Являются самыми крупными из трехпалых видов ленивцев. Самки обычно крупнее и тяжелее самцов, имеют размер 55–75 см и вес 4,5–10,1 кг, тогда как самцы достигают 55–72 см в длину и весят 4,0–7,5 кг. Хвосты около 5 см в длину. Голова может поворачиваться более чем на 90 градусов. На лапах имеются 3 длинных изогнутых когтя в виде крюка, что позволяет им висеть на ветвях и захватывать предметы.
Имеют плохое зрение, а также низкую скорость метаболизма и низкую температуру тела, что является способом адаптации к питанию листьями, содержащими мало питательных веществ. 

## Размножение
Период размножения приходится на сентябрь–ноябрь, детёныши появляются на свет в феврале–апреле. Беременность длится 6 месяцев, самка рожает одного детёныша весом около 300 граммов. Первые 6–9 месяцев жизни детёныши проводят, цепляясь за мать. Через две недели начинают есть листья, однако период грудного вскармливания продолжается до 4-х месяцев. Молодые ленивцы остаются с матерью до достижения возраста 8–11 месяцев. Взрослого размера достигают в 1–3 года, половая зрелость наступает в 2–3 года. Продолжительность жизни в дикой природе составляет более 20 лет.

## Образ жизни
Ведут древесный образ жизни, проводя большую часть времени, замаскировавшись в пологе леса. При этом могут быстро передвигаться по земле и хорошо плавать для перемещения между лесными массивами. Передвигаются бесшумно, за день преодолевая расстояние от 23 до 28 м. Большую часть дня проводят за отдыхом и питанием, в сухой сезон тратят на кормление больше времени, чем в сезон дождей.
Являются листвоядными, поедают 99% листьев и 1% мягких веток и почек. Основной рацион составляют листья растений рода фикус, мандевилла и Micropholis venulosa.